# 増本浩子
増本 浩子（ますもと ひろこ、1960年7月16日 -　）は、ドイツ語圏文学者、神戸大学教授。スイスの作家フリードリヒ・デュレンマットが専門。

## 来歴
広島県生まれ。広島大学文学部独文科卒、1987年同大学院文学研究科博士課程後期中退。1997年「デュレンマット研究 50～60年代の戯曲を中心に」で文学博士（広島大学）。姫路獨協大学外国語学部助手、講師、助教授、教授、2007年10月神戸大学人文学研究科准教授、2010年教授。

## 著書
- 『迷宮のドラマトゥルギー フリードリヒ・デュレンマットの喜劇』三修社 1998
- 『フリードリヒ・デュレンマットの喜劇 迷宮のドラマトゥルギー』三修社 2003
- 『ステップ30 1か月速習ドイツ語』日本放送出版協会 2006
- 『やさしいドイツ語入門』白水社 2008

### 翻訳
- ルート・ベアラウ『ブレヒト・私の愛人 「ライートゥ」は語る』好村冨士彦共訳 晶文社 1989
- P.ブリックレ『ドイツの宗教改革』田中真造共訳 教文館 1991
- ダニイル・ハルムス『ハルムスの世界』ヴァレリー・グレチュコ共訳 ヴィレッジブックス 2010
- 『失脚/巫女の死 デュレンマット傑作選』光文社古典新訳文庫 2012
- 『デュレンマット戯曲集』鳥影社・ロゴス企画 （共訳）

第1巻「ロムルス大帝」2012、第2巻「フランク五世」2013、第3巻 加担者  デュレンマットの演劇論 2015
- ミハイル・ブルガーコフ『犬の心臓・運命の卵』ヴァレリー・グレチュコ共訳 新潮文庫 2015

## 論文
- 増本浩子